# Synhomelix
Synhomelix är ett släkte av skalbaggar. Synhomelix ingår i familjen långhorningar.
Kladogram enligt Catalogue of Life:
| Synhomelix | \| \| Synhomelix annulicornis \| \| \| \| \| \| Synhomelix kivuensis \| \| \| \| |
|            | \| \| Synhomelix annulicornis \| \| \| \| \| \| Synhomelix kivuensis \| \| \| \| |
|            | Synhomelix annulicornis                                                          |
|            |                                                                                  |
|            | Synhomelix kivuensis                                                             |
|            |                                                                                  |